# Janez Čefarin
Janez Čefarin - Golob, slovenski partizan, delavec, * 14. januar 1919, Farji potok - Zali log, † ?.
Kot pripadnik Gorenjskega odreda je bil eden izmed odposlancev, ki so se udeležili Zbora odposlancev slovenskega naroda v Kočevju.